# Voronjež
Voronjež (ruski: Воро́нежⓘ) je grad u jugozapadnoj Rusiji, administrativno središte Voronješke oblasti. Sagrađen je s obje strane rijeke Voronjež, 12 kilometara od njezina ušća u Don. Operativni je centar jugoistočne željeznice: povezuje europsku Rusiju s Uralom i Sibirom te Kavkaz i Ukrajinu. Također je i centar magistrale Don (Moskva-Rostov na Donu).
Između 1998. i 2009. godine u Voronježu je sagrađena katedrala Navještenja: visoka je 85 m, po čemu je 7. najviša pravoslavna crkva na svijetu.

## Grb i zastava
Grb i zastava grada Voronježa nastali su po pravilima i običajima heraldike, odražavajući povijesne, kulturne, društveno-ekonomske, nacionalne i druge lokalne tradicije. Osnovu grba grada Voronježa čini povijesni grb grada, odobren 21. rujna 1781. (stara inačica). Središnja ploča (štit) podijeljena je u dva dijela: u zlatnom polju je dvoglavi orao, a u crvenom prevrnuta vaza iz koje istječe rijeka Voronjež, koja protječe kroz grad. Dvoglavi orao s krunom, nalazi se na grbu Rusije i predstavlja nekadašnje Rusko Carstvo. Nalazi se na grbu Voronježa, zbog posebnih zasluga u razvoju ruske države. Iznad štita nalazi se zlatna kruna. Crvene vrpce izvan štita i stari ruski vitezovi simboliziraju vojni doprinos Voronježa, kroz rusku povijest. Zastava Voronježa izgleda kao i središnja ploča grba.

## Povijest

### Počeci
Rijeka Voronjež se prvi put spominje u Ipatskoj kronici 1177. godine, ali su po arheološkim nalazima ljudska naselja postojala još od kamenog doba.
Današnji grad je 1585. ili 1586. osnovao Fjodor I. kao utvrdu koja će štititi rusku državu od upada i krimskih Tatara. Grad je ime dobio po rijeci, koja je nazvana po ranijem naselju uništenom za vrijeme invazije Mongola, a i to je ime posuđeno od imena mjesta u Kneževini Černigov i potječe od slavenskog osobnog imena Voroneg: "Var-" je indoeuropski korijen riječi, koji se povezuje s imenima drevnih vodenih božanstava i pojavljuje se u imenima gradova kao što su: Varanasi, Varna, Verona, Voronjež.

### 17. – 20. stoljeće
U 17. stoljeću, Voronjež se postupno razvija u veći grad, osobito nakon što je car Petar Veliki sagradio brodogradilište u Voronježu gdje se gradila azovska flota za azovsku vojnu kampanju protiv Turaka 1695. i 1696. Ta flota, prva takva izgrađena u Rusiji, uključivala je prvi ruski linijski ratni brod Goto Predestinacija, ujedno prvi veći ruski vojni brod napravljen u Rusiji bez strane pomoći.
Pravoslavna eparhija (biskupija) Voronjež utemeljena je 1682., a prvi njen episkop Mitrofan Voronješki kasnije je proglašen svecem zaštitnikom grada.
Budući, da je bio važno središte ruske vojne mornarice, Voronjež je ubrzo postao najveći grad Južne Rusije i gospodarsko središte velike i plodne regije. Od 1711. sjedište je Azovskog guvernorata, koji je s vremenom prerastao u Voronješki guvernorat.
U 19. stoljeću, Voronjež je središte regije Centralni černozem. Razvijena je prerađivačka industrija (mlinovi, mliječna industrija, proizvodnja sapuna, kožarstvo), kao i pekarstvo, govedarstvo. Grad je željeznički povezan s Rostovom na Donu 1868. i s Moskvom 1871.
Tijekom Drugog svjetskog rata, Voronjež je poprište žestokih borbi između ruskih postojbi Crvene armije i postrojbi Sila Osovine (Nacistička Njemačka, Kraljevina Italija, Kraljevina Rumunjska, Kraljevina Mađarska i NDH). Nijemci su napali grad kao pripremu za napad na Staljingrad, te su osvojili ključnu prijelaz na rijeci Don. Od lipnja 1941., u Voronježu su se proizvodili višecijevni raketni bacači BM-13 (132 mm), poznati pod imenom Kaćuša (prvo raketno topničko oružje u svijetu). Dana 7. studenog 1941., u Voronježu se održala vojna parada povodom obljetnice Oktobarske revolucije (uz paradu u Moskvi i Kujbiševu). Vodile su se žestoke borbe oko grada i Nijemci su zauzeli Voronjež 24. srpnja 1942. Grad je oslobođen 25. siječnja 1943., nakon deset dana žestokih borbi. Za vrijeme Drugog svjetskog rata, uništeno je 92% svih građevina u gradu.

### Poslije Drugog svjetskog rata
Do 1950.-ih, Voronjež je obnovljen, prvenstveno zalaganjem lokalnih stanovnika. Većina zgrada i povijesnih spomenika obnovljeni su. U razdoblji od 1950. do 1960., osnovane su nove tvornice: tvornica guma, tvornica alatnih strojeva, tvornica za proizvodnju teških mehaničkih preša, i druge. Godine 1968., u Voronježu se uspostavila serijska proizvodnja prvih komercijalnih putničkih nadzvučnih zrakoplova u svijetu, Tupoljev Tu-144. U listopadu 1977., proizveden je prvi sovjetski širokotrupni putnički zrakoplov, Iljušin Il-86.
Godine 1989., TASS (sovjetska novinska agencija) je objavio detalje o navodnom NLO slijetanju u gradskom parku u Voronježu i susrete s izvanzemaljskim bićima, što su prijavila djeca. Kasnije je vijest proglašena izmišljenom.
Između 1991. i 2000., grad pati od visoke stope nezaposlenosti, nakon raspada komunizma, brojnih  privatizacija, preustroja poduzeća i korupcije. Postao je dio regije poznate u Rusiji kao "Crveni pojas", gdje glasači uglavnom glasaju za ljevičarske političke stranke.
Od 10. do 17. rujna 2011., Voronjež je proslavio svoju 425. obljetnicu. Tom prilikom, grad je dobio velike investicije iz federalnih i regionalnih proračuna za razvoj. Dana, 17. prosinca 2012., Voronjež postao petnaesti grad u Rusiji, s populacijom od preko milijun stanovnika.
Danas je Voronjež gospodarsko, industrijsko, kulturno i znanstveno središte.

## Zemljopis
Voronjež se nalazi na granici Središnjega ruskoga pobrđa i ravnice Oka-Don između 51°30' i 51°50' sjeverne zemljopisne širine i 39°04' i 39°25' istočne zemljopisne dužine. Grad je smješten na jugu središnje ruske lesostepe. Nalazi se na lijevoj i desnoj obali rijeke Voronjež, 8,5 km od njenog ušća u rijeku Don, na 515 km jugo-jugoistočno od Moskve.
Voronjež, kao i cijela Voronješka oblast nalaze se u Moskovskoj vremenskoj zoni (MSK) UTC +4:00.

### Klima
Voronjež se nalazi u umjerenoj zoni. Umjereno studene zime, najčešće su sa stabilnim snježnim pokrivačem, koji najviše pada tek u siječnju i veljači.
Vrlo često se topi, u pratnji kiše (posebno u prosincu). Ljeta su topla, čak i vruća (pogotovo srpanj i prva polovica kolovoza), u nekim godinama kišovita, a nekada suha. Jesen je blaga i kišovita. Voronješki rezervar vode u središtu grada pokriven je ledom, na kraju studenog, početkom prosinca.
- Prosječna godišnja temperatura: +6,9 °C (prosječna temperatura u gradu prelazi 15 °C 107 dana)
- Prosječna brzina vjetra: 3.2 m/s
- Prosječna godišnja relativna vlažnost zraka: 74%
- Prosječna godišnja količina oborina: 520 – 550 mm.

| Klimatološki srednjaci za Voronjež | Klimatološki srednjaci za Voronjež | Klimatološki srednjaci za Voronjež | Klimatološki srednjaci za Voronjež | Klimatološki srednjaci za Voronjež | Klimatološki srednjaci za Voronjež | Klimatološki srednjaci za Voronjež | Klimatološki srednjaci za Voronjež | Klimatološki srednjaci za Voronjež | Klimatološki srednjaci za Voronjež | Klimatološki srednjaci za Voronjež | Klimatološki srednjaci za Voronjež | Klimatološki srednjaci za Voronjež | Klimatološki srednjaci za Voronjež |
| mjesec                             | sij                                | velj                               | ožu                                | tra                                | svi                                | lip                                | srp                                | kol                                | ruj                                | lis                                | stu                                | pro                                | godina                             |
| ---------------------------------- | ---------------------------------- | ---------------------------------- | ---------------------------------- | ---------------------------------- | ---------------------------------- | ---------------------------------- | ---------------------------------- | ---------------------------------- | ---------------------------------- | ---------------------------------- | ---------------------------------- | ---------------------------------- | ---------------------------------- |
| srednji maksimum, °C               | −3,4                               | −3,0                               | 2,9                                | 13,8                               | 21,1                               | 24,4                               | 26,6                               | 25,5                               | 18,9                               | 10,9                               | 2,3                                | −2,5                               | 11,5                               |
| srednja dnevna temperatura, °C     | −6,1                               | −6,5                               | −1,0                               | 8,3                                | 14,8                               | 18,5                               | 20,5                               | 19,2                               | 13,3                               | 6,9                                | −0,4                               | −5,0                               | 6,9                                |
| srednji minimum, °C                | −8,8                               | −9,3                               | −4,2                               | 3,6                                | 9,3                                | 13,2                               | 15,2                               | 13,7                               | 8,7                                | 3,6                                | −2,6                               | −7,6                               | 2,9                                |
| oborine, mm                        | 42                                 | 37                                 | 33                                 | 38                                 | 46                                 | 74                                 | 62                                 | 54                                 | 61                                 | 50                                 | 46                                 | 44                                 | 587                                |
| Izvor: pogodaiklimat.ru            |                                    |                                    |                                    |                                    |                                    |                                    |                                    |                                    |                                    |                                    |                                    |                                    |                                    |

### Hidrografija
Voronjež se nalazi na desnoj i lijevoj obali rijeke Voronjež. Grad su zadesile veće proljetne poplave:  1942., 1945., 1947., 1970. i 1971. godine. Nakon izgradnje rezervoara na rijeci Voronjež poplave su prestale.
Voronješki rezervoar je najveći rezervoar u ovom dijelu Rusije. Područje površinskih voda Voronješkoga rezervoara je 70 km². Njegova dužina i širina su 35 km i 2 km. Prosječna dubina je 2,9 m, a ukupan volumen - 204 milijuna m³. Provode se radovi povećanja prosječne dubine vode, s ciljem čišćenja, jer je dubina premala, pa je pogodna za razvoj bakterija.

## Stanovništvo
Voronjež je najveći grad Voronješke oblasti i ima 1,046.425 stanovnika (procjena 2024.) Gustoća naseljenosti prema procjeni iz 2014. godine iznosi 1700,91 stanovnika/km².
Na prijelazu iz 19. u 20. stoljeće u Voronježu je živjelo 61,053 stanovnika. Razvoj industrije u Voronježu doveo je porasta brojnosti stanovništva u 1913., koje je iznosilo 94,800 stanovnika. Tada je bio među dvadeset najvećih gradova Ruskog Carstva. U drugoj polovici 20. stoljeća, dogodio se nagli porast stanovništa pa je tako 1956., u gradu živjelo 400,000 stanovnika, 1970. 660,000, a 2000. 907,000 stanovnika. Dana, 17. prosinca 2012., rođen je milijuntni stanovnik Voronježa.
Iz popisa stanovništva 2010., dobiveni su podaci o nacionalnosti. Od 877,868 stanovnika: Rusi - 850,434 (96,9%), Ukrajinci - 8,870 (1%), Armenci - 4,204 (0,5%), Azerbajdžanci - 1,916 (0,2%), Bjelorusi - 1,615 (0,2%), Tatari - 1,019 (0,1%), ostali - (0,1)%.

## Administrativni status
Voronjež je administrativno središte Voronješke oblasti. U okviru upravnih jedinica, registriran je kao Voronješki urbani okrug- administrativna jedinica sa statusom jednaka okrugu. Kao komunalni odjel, ovaj upravni odjel također ima urbanistički okružni status.

### Gradski odjeli
Grad je podijeljen na šest upravnih odjela: Kominternovski, Leninjski, Ljevoberežni, Sovjetski, Centralni i Željeznodorožni upravni odjel.

## Promet
Međunarodna zračna luka Voronjež, nalazi se sjeverno od grada, a sjedište je zrakoplovne kompanije Polet Airlines. Jedno su vrijeme, zrakoplovi s ove zračne luke letjeli na Zračnu luku Pula.
Voronjež također ima Zračnu luku Pridača, u sklopu tvornice zrakoplova "VASO" (rus. Voronezhskoye Aktsionernoye Samoletostroitelnoye Obshchestvo, Voronješka zrakoplovno proizvodna udruga), gdje se izrađivao i Tupoljev Tu-144. Također postoji zrakoplovna baza Malševo u jugozapadnom dijelu grada.
Od 1868., postoji željeznička pruga između Voronježa i Moskve. Voronjež je važno željezničko čvorište i sjedište državne tvrtke „Jugoistočne željeznice“ unutar „Ruskih željeznica“. Grad je izravno povezan željeznicom s nizom gradova kao što su: Moskva, Kijev, Kursk, Novorossijsk, Soči i Tambov.
Autobusi i maršrutke čine većinu javnog prijevoza. Postoje i trolejbusi, a tramvaji su ukinuti 15. travnja 2009., jer se pokazalo, da su maršrutke isplativije.

## Gospodarstvo
Vodeći sektori gospodarstva u 20. stoljeću bili su: strojarstvo, obrada metala, elektronika i kemijska industrija.
U kasnim 1960.-im, u postrojenju KBKhA razvijen je raketni motor RD-0105 za treću fazu svemirske rakete "Luna", što je omogućilo da se po prvi put u svijetu 1959. godine dođe do brzine oslobađanja. Na temelju motora RD - 0105, nastao je motor za treću fazu lansiranja svemirskoga vozila "Vostok", u kojem je bio prvi kozmonaut na svijetu Jurij Gagarin.
Godine 1968., u zrakoplovnoj tvornici u Voronježu počela je masovna proizvodnja prvoga nadzvučnoga putničkoga zrakoplova na svijetu Tupoljev Tu-144. U listopadu 1977., tvornica je izgradila prvi sovjetski putnički zrakoplov Iljušin Il - 86.
Elektronika 60 (ruski: Электроника 60) bilo je terminalno računalo, koje je proizvodila tvrtka Elektronika iz Voronježa. Ovo je računalo bilo klon DEC LSI-11. Originalnu inačicu popularne igre Tetris, napisao je Aleksej Pažitnov na ovom računalu.
Moderni grad Voronjež s regijom, gospodarsko je središte i jedno od najvećih gospodarskih središta u Rusiji. Godine 2012., Voronjež je bio na 8. mjestu na ljestvici kvalitete urbanog okoliša u Rusiji.
Važnije kompanije su: "Voronješko zrakoplovno poduzeće" (trenutno proizvodi zrakoplove Iljušin Il-96, Antonov An-148, dijelove za Airbus A320 i Suhoj Superjet 100 te radi na novom zrakoplovu Iljušin Il-112), "Nokia Networks" (ogranak za Rusiju), "Jugoistočne željeznice" (ogranak "Ruskih željeznica"), "Sozvezdie" (elektronički kompleks u Rusiji, sa sjedištem u Voronježu, specijaliziran za projektiranje i proizvodnju elektroničkih i komunikacijskih sustava za potrebe Oružanih snaga i drugih specijalnih jedinica, kao i za civilne svrhe), "Verofarm" (farmacija), "Voronježstalmost" (čelične konstrukcije za željezničke, cestovne i pješačke mostove svih vrsta), "Molvest" (mliječna industrija), "Angstrem" (među prvih pet proizvođača namještaja u Rusiji).

## Obrazovanje i kultura
Grad ima sedam kazališta, dvanaest muzeja, brojne kino dvorane, Dom filharmonije i stalni prostor za cirkuske predstave. Voronjež je jedno od glavnih središte visokog obrazovanja u središnjoj Rusiji.
Glavne obrazovne institucije:
- Voronješko državno sveučilište
- Voronješko državno tehničko sveučilište
- Voronješko državno sveučilište arhitekture i graditeljstva
- Voronješko državno pedagoško sveučilište
- Voronješko državno poljoprivredno sveučilište "car Petar Veliki"
- Voronješko državno sveučilište inženjerskih tehnologija
- Voronješka državna medicinska akademija
- Voronješka državna akademija umjetnosti
- Voronješka državna šumarska akademija
- Voronješki državni zavod za tjelovježbu
- Voronješki državni institut ruskog Ministarstva unutarnjih poslova
- Voronješko državno sveučilište vojnoga zrakoplovstva

i niz drugih podružnica i privatnih instituta i sveučilišta. U Voronježu ima 2000 škola (osnovne i srednje).

## Religija
Godine 1682., u borbi protiv disidenata utemeljena je Voronješka pravoslavna eparhija. Njezin prvi episkop bio je sveti Mitrofan (1623. – 1703.)  U sovjetskim vremenima, relikvije sv. Mitrofana su otvorene, mnoge crkve devastirane i zatvorene, a svećenici i monasi uhićeni i pogubljeni.
U 1990.-im, mnoge pravoslavne crkve vraćene su Ruskoj pravoslavnoj crkvi. Uslijedila je njihova obnova, a podignute su i mnoge nove crkve.
Katedrala Navještenja u Voronježu jedna je od viših pravoslavnih crkvi u svijetu. Katedrala s pet kupola i s pripadajućim zvonikom, gradila se između 1998. i 2009. godine. Nastala je po uzoru na katedralu sv. Vladimira, koja je sagrađena krajem 19. stoljeća u rusko-bizantskom stilu, djelo Konstantina Thona, a srušili su je boljševici.
Ostale poznatije pravoslavne crkve su: katedrala Pokrova Svete Bogorodice, Uspenska (Uznesenje Marijino) admiralitetska crkva, crkva sv. Ilije proroka (1767. – 1777.)., crkva sv. Nikolaja, crkva sv. Spasa, Kazanska crkva, ženski manastir Alekseeva-Akatov.
U Voronježu postoje i dvije baptističke crkve, židovska sinagoga, evangeličko-luteranska crkva sv. Marije Magdalene i rimokatolička župa Svete Marije zaštitnice (bez crkve, sv. misa se služi u stanu).

## Šport
Voronjež ima mnoge športske objekte, od kojih se ističu Centralni profsojuz nogometni stadion s 32,000 sjedećih mjesta, športski kompleks "Olimpik", Jubilejna športska palača za hokej na ledu, palača podvodnih športova, bazen "Spartak", športski kompleks "Baklja", Yacht klub, Specijalizirana športska škola za djecu i mladež "Vladislav Tretjak", šahovski klub, itd. U Voronježu su održana međunarodna i nacionalna športska natjecanja u mnogim športovima kao što su: boks, orijentacijski šport, ritmička gimnastika, šah, hrvanje grčko-rimskim stilom, biciklizam, bilijar, itd. Tijekom godina, voronješki športaši osvojili su zlatne, srebrne i brončane medalje na Olimpijskim igrama, Svjetskim prvenstvima, Europskim prvenstvima, na natjecanjima Svjetskoga kupa itd.

### Športaši
- Nikolaj Panin, prvi ruski olimpijski pobjednik uopće, osvojio je zlato (1908.) u umjetničkom klizanju
- Dmitrij Sautin - dvostruki olimpijski pobjednik (1996. i 2000.), svjetski i europski prvak u skokovima u vodu
- Aleksander Tkačjov, dvostruki olimpijski pobjednik (1980), olimpijsko srebro (1980.), trostruki svjetski prvak, četverostruki europski prvak u gimnastici
- Tamara Zamotajlova, dva olimpijska zlata (1960.) i dvije olimpijske bronce (1960., 1964.) u gimnastici
- Ljubov Burda, dvostruka olimpijska pobjednica (1968., 1972.) i svjetska prvakinja u gimnastici
- Anatolij Fedjukin, zlato (1976.) i srebro (1980.) na Olimpijskim igrama u rukometu, svjetski prvak u rukometu
- Nikolaj Krjukov - zlatna (1996.) i brončana (2000.) olimpijska medalja u gimnastici (ekipno)
- Jelena Davidova, olimpijska (1980.) i svjetska prvakinja u gimnastici
- Aleksandr Borodjuk, zlatna (1988.) olimpijska medalja u nogometu
- Jelena Ruzina, olimpijska pobjednica (1992.) u atletici (4*400 m)
- Valentina Popova, olimpijsko srebro (2000.) i bronca (2004.) u dizanju utega
- Jelena Romanova, olimpijska pobjednica u atletici na 3000 m (1992.), europska prvakinja na 10000 m u Splitu 1990.
- Jevhen Lapinski, zlatna (1968.) i brončana (1972.) medalja u odbojci
- Dmitrij Truš, olimpijski prvak u gimnastici ekipno (1996.)
- Jurij Kaširin, olimpijski prvak u biciklizmu ekipno (1980.)
- Vladimir Patkin, srebro (1976.) i bronca (1972.) na Olimpijskim igrama u odbojci
- Viktorija Komova, dva srebra (2012.) na Olimpijskim igrama u gimnastici
- Jurij Kunakov, srebro (2008.) na Olimpijskim igrama i europski prvak u skokovima u vodu
- Jurij Smoljakov, srebro na Olimpijskim igrama u mačevanju ekipno (1968.)
- Natalija Gončarova, srebrna (2004.) olimpijska medalja u skokovima u vodu
- Oleg Gorobij, svjetski prvak u kajaku i kanuu na mirnim vodama, brončani (1996.) na Olimpijskim igrama
- Jevgenij Ignatov, šesterostruki svjetski prvak u kajaku i kanuu na mirnim vodama, prvi put na SP u Zagrebu 2005.
- Sergej Verlin, četverostruki svjetski prvak u kajaku i kanuu na mirnim vodama. Bronca s OI 1996.
- Vladimir Bobrežov, dvostruki svjetski prvak u kajaku i kanuu na mirnim vodama.
- Ivan Sajenko - ruski reprezentativac u nogometu. Brončana medalja na Europskom nogometnom prvenstvu 2008.
- Aleksandr Malejev, ruski gimnastičar. Srebrna medalja na OI 1970., ekipno.
- Galina Buharina - ruska atletičarka. Brončana medalja na OI 1968., štafeta 4*100 m.
- Angelina Juškova, ruska gimnastičarka. Brončana medalja na OI 1996. u ritmičkoj gimnastici ekipno.
- Grigorij Sanakojev, svjetski prvak u dopisnom šahu
- Vladimir Zagorovskij, svjetski prvak u dopisnom šahu
- Ruslan Maščenko, ruski atletičar. Dva srebra na Europskom prvenstvu u atletici, 400 m prepone 1998. i štafeta 4*400 m 2002.

### Glavni športski klubovi
| Klub            | Šport         | osnovan | Liga                               | Rang lige | Stadion                     |
| --------------- | ------------- | ------- | ---------------------------------- | --------- | --------------------------- |
| Fakel Voronjež  | nogomet       | 1947.   | Druga divizija PFL-a               | 3.        | Centralni profsojuz stadion |
| Energy Voronjež | nogomet       | 1989.   | Ruska ženska nogometna liga        | 1.        | Rudgormaš stadion           |
| Buran Voronjež  | hokej na ledu | 1977.   | Viša ruska hokejska liga           | 2.        | Jubilejna športska palača   |
| VC Voronjež     | odbojka       | 2006.   | Ruska viša odbojkaška liga za žene | 2.        | Kristal šport kompleks      |

## Poznati stanovnici
Od 1696. do 1722., ruski car Petar Veliki posjetio je Voronjež 13 puta, provodeći u gradu više od 500 dana. U Voronjež su često dolazili ruski admirali (F.M. Apraxin, A.D. Menšikov, F. Skljajev, Cornelius Cruys i dr.). Tijekom uronuća prvog ruskog linijskog broda Goto Predestinacija prisustvovali su ruski princ Aleksej Petrovič, princeza Natalia (sestra cara Petra Velikoga), strani veleposlanici i drugi ugledni gosti. Na brodu je podigao zastavu tadašnji episkop Voronježa, sv. Mitrofan Voronješki.
Posljednji krimski kan Şahin Giray živio je u zatočeništvu u Voronježu od 1784. do 1786. Na Voronješkom kadetskom korpusu školovali su se: Sergej Mosin (izumitelj puške Mosin-Nagant), Aleksandar Lodigin (inženjer elektrotehnike, jedan od izumitelja žarulje sa žarnom niti), Georgi Plehanov (teoretičar i propagandist marksizma, filozof, istaknuta figura ruskoga i međunarodnoga socijalističkog pokreta) i dr. 
- Ivan Bunjin, prvi ruski pisac koji je osvojio Nobelovu nagradu za književnost
- Nikolaj Basov, dobitnik Nobelove nagrade za fiziku, izumitelj lasera
- Pavel Aleksejevič Čerenkov, dobitnik Nobelove nagrade za fiziku
- Mihail Semjonovič Cvet, ruski botaničar, izumitelj kromatografske adsorpcije
- Konstantin Petrovič Feoktistov, sovjetski kozmonaut i ugledni svemirski inženjer
- Valerijan Albanov, navigator i polarni istraživač s nesretnog artičkog broda Sv. Anna
- Andrej Platonov, književnik
- Aleksej Kolcov, književnik
- Ivan Nikitin, književnik
- Samuil Maršak, književnik
- Vasilij Mihajlovič Peskov, književnik
- Gavril Trojepolskij, književnik
- Anastasija Verbickaja, književnica
- Osip Mandelstam, pjesnik, bio je prognan u Voronjež nakon njegova uhićenja 1934. i napisao niz pjesama sakupljenih pod naslovom Voronješke bilježnice
- Ivan Kramskoj, slikar
- Nikolaj Ge, slikar
- Aleksandar Kuprin, slikar
- Vikentij Trofimov, slikar
- Irina Makarova, mezzo-sopranistica, solistica Boljšoj teatra u Moskvi i Scale u Milanu
- Voline, anarhist
- Serge Voronoff, kirurg
- Ruski punk sastav Sektor Gaza je osnovan ovdje
- Mitrofan Jefimovič Pjatnicki, glazbenik, skupljač ruskih narodnih pjesama. On je osnovao poznati Pjatnicki zbor
- Mitrofan Voronješki, svetac
- Aleksandar Litvinjenko, pripadnik tajne službe, disident, otrovan u Londonu
- Aleksandar Šelepin, šef KGB-a od 1958. do
- Ivan Velkopoljski, inženjer šumarstva, diplomirao je u Zagrebu i radio u Hrvatskoj od 1941. do 1973.[14]

### Hrvati i Voronjež
Po Hrvatu Tomi Aleksu Dundiću nazvana je jedna ulica u Voronježu (ruski: Улица Олеко Дундича). Tomo Aleksa Dundić, sudionik je Ruskog građanskog rata na strani Crvene garde. Jedina je osoba iz Hrvatske odlikovana Ordenom crvene zastave u Rusiji. O njemu je 1958. snimljen istoimeni film u sovjetsko-jugoslavenskoj koprodukciji. Sudjelovao je u brojnim bitkama i ranjen je nekoliko puta. Poginuo je u borbi u Ukrajini. I danas u Rusiji i Ukrajini postoji sjećanje na njegovu hrabrost i vojnu vještinu. Boravio je i u Voronježu jedno vrijeme. O njemu su pisali ruski pisci Isak Babelj u zbirki priča "Crvena konjica" te Aleksej Tolstoj u knjizi "Put do kalvarije", u kojoj se spominje i Dundićev boravak u Voronježu.
Matija Zmajević bio je bokeljski Hrvat, admiral pomorske flote Carske Rusije. Godine 1723., po nalogu ruskog cara Petra I. Velikoga, Matija Zmajević je u činu viceadmirala poslan u Voronjež. Imao je zadatak pripreme ratnih brodova za mogući rat s Turskom. Također mu je povjereno vođenje zadatka čišćenja korita rijeke Voronjež. Godine 1727. Zmajević dobiva čin admirala, a posljednje je godine proveo kao guverner Astrahanske oblasti i zapovjednik Tavrova - glavne baze ruske rječne ratne flote. Svoju je ratnu slavu Matija Zmajević zadobio u Gangutskoj bitki 1714., kada je potopio sedam švedskih brodova.
Hrvatsko-švedska kompanija Ericsson Nikola Tesla obavila je posao izrade GSM mreže za telekomunikacijsku tvrtku Kodotel iz Voronježa, 2009. godine.
Predstavnici Ekonomskog fakulteta Sveučilišta u Zagrebu ostvarili su suradnju s Pravnim fakultetom Državnog sveučilišta u Voronježu u okvirima Tempus Projekta, 2014. godine.
Vokalni i plesni folklorni ansambl "Voronješke djevojke" (rus. Voronezhskie Devchata) nastupio je 3. listopada 2017. u koncertnoj dvorani "Vatroslav Lisinski" u Zagrebu. Ansambl je nastao 1966. godine, u sklopu Voronješkog filharmonijskog društva.

## Gradovi pobratimi
- Brno, Češka (1968.)
- Wesermarsch, Njemačka (1989.)
- Charlotte, Sjeverna Karolina, SAD (1991.)
- Chongqing, Kina (1992.)
- Sliven, Bugarska (1995.)
- León, Španjolska (1996.)

## Vanjske poveznice
- Službene stranice Gradskog vijeća Voronježa (rus.) (engl.)
- Web stranice gradske Dume Voronježa (rus.)
- Voronezh.net - prvi gradski portal Voronježa  Arhivirana inačica izvorne stranice od 4. prosinca 2012. (Wayback Machine) (rus.)